# Haradoor, Arkalgud
Haradoor là một làng thuộc tehsil Arkalgud, huyện Hassan, bang Karnataka, Ấn Độ.